# Patricia Miranda
Patricia Miranda est une lutteuse américaine spécialiste de la lutte libre née le 11 juin 1979 à Manteca.

## Biographie
Lors des Jeux olympiques d'été de 2004 se tenant à Athènes, elle remporte la médaille de bronze en combattant dans la catégorie des -48 kg.